# Clausenia comperei
Clausenia comperei är en stekelart som beskrevs av Geoffrey John Kerrich 1967.
Clausenia comperei ingår i släktet Clausenia och familjen sköldlussteklar. Inga underarter finns listade i Catalogue of Life.